# 大かうさまくんきのうち
『大かうさまくんきのうち』（たいこうさまぐんきのうち）は、太田牛一が記した豊臣秀吉の一代記。書名は「太閤様軍記の内」の意で、その名の通り、牛一が著した『太閤軍記』（二巻本）の内から抜粋した選集であるが、元本が現存しないため内容も唯一のものとなっている。成立は1610年（慶長15年）前後と推定される。
慶應義塾大学が牛一自筆の同書を保有しており、太閤秀吉の軍記物としては、現存する最古の書で、1974年6月に重要文化財に指定された。

## 書籍情報

### 刊本
- 慶應義塾大学附属研究所 編『大かうさまくんきのうち』 3巻、汲古書院〈斯道文庫古典叢刊〉、1975年。ASIN B000J9GMIG
- 中村孝也等 編「太閤さま軍記のうち」『戦国史料叢書. 第1 太閤史料集』人物往来社、1965年、147-224頁。

### 関連図書
部分を収録して解説
- 小林千草『太閤秀吉と秀次謀反-『大かうさまくんきのうち』私注』筑摩書房〈ちくま学芸文庫〉、1996年。ISBN 4480082999。
- 小林千草『『大かうさまぐんき』を読む: 太田牛一の深層心理と文章構造』東海大学出版部〈東海大学文学部叢書〉、2017年。ISBN 4486021193。